# Ster van Daendels

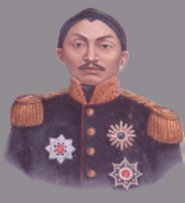
Pakoeboewono VI met de drie sterren van de Soerakartrese orden; de Hoogste Ster, de Ster van Daendels op de rechterborst en de Ster van de Compagnie

De Ster van Daendels, in het Maleis  "Bintang Daendels" geheten, is een ridderorde van de Soesoehoenan van Soerakarta. Deze ster werd door Soesoehoenan Prabhu Sri Pakoeboewono IV van Soerakarta ingesteld en was genoemd naar de Nederlandse Maarschalk Daendels, die Gouverneur-generaal van Nederlands-Indië was voor Lodewijk Napoleon, Koning van Holland.
Ridderorden behoorden niet tot de tradities van de Javaanse hoven en met het instellen van deze ster en de oudere Ster van de Compagnie paste de Soesoehoenan zich aan aan de Europese gebruiken.  
De zilveren achtpuntige ster heeft afgeronde stralen met daarop facetten en in het midden een door ronde diamanten omringd medaillon met een gestileerd monogram terwijl op de stralen een grotere ring van edelstenen is aangebracht. Rond het centrale monogram verwijzen vier ronde edelstenen naar de vier windrichtingen.
Aan de orde is geen lint verbonden. Men draagt de ster op de borst.
De ster werd tot 1940 nog gedragen door Pakoeboewono X van Soerakarta.